# 低シレジア語
低シレジア語（低シレジア語:Schläsch または Schläs'sch、標準ドイツ語: Schlesisch）は、ポーランドの南西部シレジア（シュレージエン）地方で話されているドイツ語（中部ドイツ語）の方言である。低地シレジア語、低シュレジエン語、低シュレージエン語、シュレジア語とも表記される。

## 概要
主にシレジア地方で話されており、他にチェコの東北部およびボヘミア地方およびドイツの東部のブランデンブルク州の一部にも使用される。